# T57 중전차

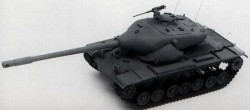

T57은 M103을 대체하기 위해 개발했었던 미국의 중전차이다. M103과 같은 차체를 사용하였고 T43E1 현가장치를 장착했다. 그리고 그 위에 진동포탑을 탑재하고 8발이 자동장전되는 120mm 주포를 장착하였다. 그러나 전차 크기가 매우 작은 탓에 탄약 적재량이 18발에 불과하였다. 그럼에도 불구하고 시제전차 2대가 제작되었지만 시험운행도 들어가지 못한 탓에 1957년 1월 17일에 모두 중단되었다.